# Dilijan Nationalpark
Dilijan Nationalpark er en af de fire nationalparker i Armenien, og har et areal på 240 km², det er beliggende i den nordøstlige Tavush-provins i Armenien. Det er kendt for sine skovlandskaber, rige biodiversitet, mineralvandskilder, naturlige og kulturelle monumenter og omfattende netværk af vandrestier.

## Historie
Dilijan Nationalpark blev etableret i 2002 på grundlag af det statslige naturreservat, som igen blev etableret i 1958 på grundlag af de tidligere Dilijan og Kuybishev skovvirksomheder. Den nyetablerede nationalparks territorium er forblevet uændret.
Ændringen af Dilijan Statsreservats status til Dilijan Nationalpark var betinget af flere objektive årsager, såsom uundgåeligheden af kommerciel aktivitet i området, tilstedeværelsen af adskillige bebyggelser, herunder byen Dilijan med dens mineralvandsresorts, Jerevan-Ijevan jernbanelinjen, der går gennem hele territoriet mm. I øjeblikket er nationalparkens overordnede plan under udvikling, herunder afklaring af grænserne og kortlægning af nationalparkens økonomiske, rekreative og stødpudezoner.
Mellem 2017 og 2018 blev der foretaget en betydelig omlægning af parkens turistudbud, herunder rehabilitering af det eksisterende økoturisme-stinet, sammen med tilføjelsen af en 80 stk. km lang sektion af Transcaucasian Trail.

## Geografi
Nationalparken strækker sig over skråningerne af bjergkæderne Pambak, Areguni, Miapor, Ijevan (Kaeni) og Halab i en højde af 1.070-2.300 m over havets overflade. Fjeldmarken over disse højder hører ikke til nationalparken. Floden Aghstev og dens vigtigste bifloder - floderne Hovajur, Shtoghanajur, Bldan, Haghartsin og Getik løber gennem nationalparken. Der er Parz Lich (Clearsøen), Goshi Lich (Goshsøen) og Tzrkalich (Leechsøen) samt andre mindre søer.

## Flora
Floraen i Dilijan National Park omfatter 902 arter af karplanter, nemlig lycopodium (1 art), bregner (12), nøgenfrøede (7) og dækfrøede planter (881). Omkring 40 sjældne arter af planter forekommer i dette område. 29 arter af floraen er registreret i IUCN's rødliste for Armenien og 4 i Red Data Book of the USSR.
Nationalparkens vegetation består hovedsageligt af løvfældende arter som eg, orientalsk bøg, orientalsk avnbøg og avnbøg, der danner homogene eg-, bøge- og avnbøgskove samt blandede skove med forskellige kombinationer af de nævnte arter.
Avnbøg forekommer hovedsageligt i blandede skove. Orientalsk avnbøg når op til 1.500 m over havets overflade, mens almindelig avnbøg breder sig over hele skovzonen op til 2.000 m. Forskellige arter af lind, ahorn og ask vokser i den mellemste skovzone og især den øvre grænse for højere skovzone. Nåleskove (fyr , enebær, og taks) findes i begrænsede områder i nationalparken. Fyrretræer laver ofte tætte skove i floden Hovajurs afvandingsområde på skråningerne af Areguni- og Pambak-kæderne i nærheden af den serpentine Dilijan-motorvej. Der er mange fyrretræer i Dilijan og på nærliggende skråninger.
Der er sparsomme Enebærskove i dalen af floden Getik, især nær flodmundingen såvel som på de tørre skråninger af Ijevan-bjergene. Juniperus foetidissima Willd. er den mest fremherskende art blandt fire enebærarter, der forekommer i nationalparken. Der er velbevarede enebærbevoksninger på de klippefyldte skråninger af Mount Abeghakhar i området ved floden Aghstev.
Skovene i nationalparken er rige på frugttræer og -buske såsom orientalsk æble - Malus orientalis, valnød - Juglans regia, kirsebærkornel, blomme, slåen, pære, stikkelsbær, mispel, hasselnød, forskellige arter af solbær, og tjørn - Crataegus spp. Mange arter, der forekommer i nationalparken, er velkendte som lægeplanter, f.eks Johannesurt, mynte, timian m.fl.; spiselige planter (syre - Rumex, falcaria - Falcaria, pastinak Almindelig syre m.fl.), foder (kløver, Esparsette, mandstro mv.) eller dekorative planter (iris, orkideer mv).
De vestlige klippeskråninger af Ijevan-bjergkæden og Abeghasar-bjerget er rige på petrofytter og sjældne planter. Klipper og klipper tjener som et gunstigt levested for talrige sjældne arter såsom armensk sankthansurt ( Hypericum armenum, saxfrage ( Saxifraga juniperifolia, S. tridactylites ), scorzonera (Scorzonera rigida ), cephalaria ( Cephalaria media (Scabi) columia ), jasmin ( Jasminum fruticans ) og andre. Abeghasar-bjerget er særligt rigt på sjældne arter.Relikt
Relikt taks og kaukasisk rhododendron (Rhododendron caucasicum) er nationalparkens perler. Den lille velbevarede taksskov beliggende i floden Polads afvandingsområde blev udpeget som et reservat i 1958 (se Akhnabat Yew Grove Reservation). Den anden mindre taksskov har været placeret ved den øverste strøm af floden Aghstev i kløften Frolova Balka i Pambak-bjergene.
Relikte arter kaukasisk rhododendron vokser på de nordlige skråninger af Pambak-bjergene. Rhododendron forekommer i den fugtige engvegetation i den subalpine zone og strækker sig mod vest til Ampasar-bjerget (Pambak-bjergkæden), hvor det største rhododendron-område i Armenien ligger.

## Fauna
Faunaen i nationalparken er også rig. Der er omkring 800 arter af biller samt talrige arter af krybdyr ( Viper - Vipera lebetina, armenske og Dahl firben - Darevskia armeniaca, D. dahli etc.), padder ( springpadden Rana ridibunda, grønbroget tudse - Bufo viridis mfl.), fisk ( ørred (Salmo fario), barbel eller Kura beghlou- Barbus lacertacyri osv). Fugle er også rigeligt repræsenteret af 150 arter, herunder urfugl (Tetrao mlokosievicsi), kongeørn (Aquila chrysaetos), lammegrib (Gypaetus barbatus aureus), kaspisk snehøne (Tetraogallus caspius) og andre. Over 40 arter af pattedyr er registreret i nationalparken såsom kronhjort (Cervus elaphus), brun bjørn (Ursus arctos), ræv (Vulpes vulpes), los (Lynx), ulv (Canis lupus), vildsvin (Sus scrofa), vildkat (Felis silvestris), rådyr (Capreolus capreolus), grævling (Meles meles), egern (Sciurus anomalus) m.fl. Dilijan Nationalpark er vigtig for bevarelse af skovlandskaber, rekreation og motionsformål.

## Kulturmindesmærker
De vigtigste kulturelle monumenter i Dilijan National Park omfatter klostrene Haghartsin (10-13. århundrede), Goshavank (12-13. århundrede), Jukhtak Vank (11-13. århundrede), Matosavank (10-13. århundrede) og Aghavnavank (11. århundrede) .